# Kathleen Long
Kathleen (Ida) Long née à Brentford (Suffolk) le 7 juillet 1896 et décédée à Cambridge (Cambs) le 20 mars 1968 était une pianiste anglaise et une pédagogue. Elle fut aussi soliste et de musique de chambre. Elle se produisit en Europe, en Amérique du Nord ainsi qu'en Afrique du Sud.

## Biographie
Kathleen Long, enfant prodige, apparaît en public dès l'âge de huit ans. Elle joue pour la première fois à Londres, salle Aeolian en 1915. De 1910 à 1916 elle étudie avec Herbert Sharpe au Royal College of Music de Londres, où elle enseigne ensuite de 1920 à 1964.
Son répertoire préféré comprend Mozart où elle est particulièrement appréciée, Haydn, Scarlatti, Bach et Schumann. Mais il était plus vaste et large, allant du Fitzwilliam Virginal Book aux compositeurs contemporains, y compris les œuvres françaises, notamment de Fauré une autre de ses spécialités, britanniques, scandinaves et allemandes ; notamment des compositeurs Bloch, Bridge, Holst et Finzi. Son jeu est toujours élégant et clair.
Elle a joué avec les violoncellistes Pablo Casals (1946), James Whitehead, et Guilhermina Suggia, les violonistes Albert Sammons (1886–1957), Adila Fachiri, Eda Kersey et Antonia Brosa (dont elle fut le partenaire de 1948 à 1966), l'altiste Rebecca Clarke (1886–1979), mais aussi avec le flûtiste français René Le Roy (1898–1985).
Elle joue Mozart sous la direction de Eduard van Beinum (1948) et la Ballade de Fauré avec Charles Munch et Jean Martinon (1954).
En 1920 est fonde le The English Ensemble un quatuor avec piano et joue avec le Quatuor Français Loewenguth – notamment Schumann et Franck – et avec le Quatuor Schweelincx, en Hollande.
En 1950, elle fut décorée par le gouvernement français des Palmes Académiques pour avoir défendu la musique française et notamment pour avoir enregistré Gabriel Fauré. Elle fut élevée Commander of the Order of the British Empire pour sa défense de la musique anglaise en 1957, ayant créé de nombreux concertos pour piano de compositeurs britanniques.
Kathleen Long a enregistré de nombreux disques dans les années 1940 et 50 et était dotée d'un solide sens de l'humour.

## Discographie
- Bach, Concerto brandebourgeois no 5, Bwv 1050 - avec Frederick Grinke, violon, Gareth Morris, flûte, Boyd Neel String Orchestra, Dir. Boyd Neel (1949, Decca)
- Bach, Partita Bwv 825 (vers 1950, Decca)
- Bach, Sonates pour flûte - avec René Leroy[5]
- Brahms, Trio avec piano op. 8 - avec Eda Kersey, violon, James Whitehead, violoncelle (Decca)
- Chabrier, Idylle & Bourrée fantasque (juillet 1951, Decca LK 4043)
- Chabrier, Pièces pittoresques (Decca)
- Debussy, Préludes, Livre II, L 123 (vers 1941, Decca[6])
- Delius, Sonatina - avec Albert Sammons (1944, Decca)
- Delius, Sonates nos 1 & 3 pour violon et piano - avec Albert Sammons (1944, Decca - Dutton CDBP 9768 Sonate no 3)
- Fauré, Ballade, op. 19 - Boyd Neel Orchestra, Dir. Boyd Neel (1944, Dutton CDBP 9714)
- Fauré, Ballade, op. 19 - Orchestre philharmonique de Londres, dir. Jean Martinon (1954, Decca LXT 2963)
- Fauré, Barcarolle no 1, op. 26 & no 2, op. 41 (1945, Decca M574-5)
- Fauré, Impromptu no 2, op. 31 (Decca)
- Fauré, Thème et variations, op. 73 (1943, Decca)
- Fauré, Nocturne no 6 (1944, Decca M574-5)
- Fauré, Nocturnes nos 2, 4, 5, 7, 8 & 13 (1954, Decca LXT 2963)
- Françaix, Concertino pour clavier et orchestre - Orchestre philharmonique de Londres , dir. Jean Martinon (Decca LXT 2963)
- Grieg, Pièces lyriques, op. 54 (Decca, vers 1943)
- Haendel, Sonate no 3 pour flûte, Hwv 363b (avec René Leroy, 1929)
- Haydn, Sonates Hob.:XVI/20, 31, 40, 46 (Decca LXT5144, septembre 1955[7])
- Haydn, Sonates Hob. XVI, 42 & 43 (BBC)
- Leigh, Concertino pour piano & orchestre à cordes (années 1940, Dutton CDBP 9714)
- Mozart, Concerto pour piano no 12, Kv. 414 - Boyd Neel Orchestra, Dir. Boyd Neel (vers 1940, Decca)
- Mozart, Concerto pour piano no 14, Kv. 449 - Boyd Neel Orchestra, dir. Boyd Neel (1935, Decca K784-46[8])
- Mozart, Concerto pour piano no 15, Kv. 450 - Boyd Neel Orchestra, dir. Boyd Neel (1944, Dutton CDBP 9714)
- Mozart, Concerto pour piano no 24, Kv. 491 - Orchestre du Concertgebouw, Dir. van Beinum (1948, Decca AK2075-8 / ACL 168[9]) - Music & Arts MACD 1054)
- Mozart, Concerto pour piano no 25, Kv. 503 - Boyd Neel Orchestra, dir. Boyd Neel (1938, Decca, X229-32[10])
- Mozart, Quintette avec piano Kv. 452 - avec Leon Goossens, hautbois, Frederick Thurston, clarinette, Aubrey Brain, cor et J. Alexandra, basson (1929, National Gramophonic Society)
- Mozart, Trio avec clarinette - avec Rebecca Clarke, alto et Frederick Thornton, clarinette (vers 1931, National Gramophonic Society)
- Mozart, Trio avec piano Kv. 548 - avec Eda Kersey, Violon & James Whitehead, violoncelle (Decca)
- Mozart, Sonate pour piano Kv. 576 (février 1929, National Gramophonic Society)
- Mozart, Sonate pour piano Kv. 282 (1938, Musicraft)
- Mozart, Sonate pour piano Kv. 283 (1938, Musicraft)
- Paradisi, Toccata (vers 1942, Decca M517[11])
- Ravel, Le Tombeau de Couperin (juillet 1951, Decca LK 4043[12])
- Ravel, Sonatine (vers 1927, Decca)
- Scarlatti, Sonates : K. 45, 47, 62, 69, 84, 98, 137, 193, 201, 235, 247, 366, 447, 455, 457, 492 et 532 (1944, 1947, 1950 à 1952, Decca M581, LM4541 & LX3073)
- Schubert, Sonate pour piano, D 568/op. 122 (Decca)
- Schubert, Sonate pour piano no 18, op. 164 (Decca)
- Schubert, Sonate pour violon et piano - avec Albert Sammons (Decca)
- Schumann, Scènes d'enfants, op. 15 (Decca)
- Schumann, Novellettes, op. 21 nos 2 & 8 (1950, Decca LK 4023)
- Schumann, Sonate, op. 22 (1948, Decca LK 4023)
- Schumann, Drei Romanzen, op. 28 no 2 (1950, Decca LK 4023)

## Sources
- (en) Diana McVeagh, « Long, Kathleen  », dans Grove Music Online, Oxford University Press, 2001.
- (en) Peter Feuchtwanger, note discographique du disque Decca ACL 168 (1962)
- (en) Article de Gramophone en 1950
- (en) International Piano Archives at Maryland, UM Libraries Website
- (de) Kathleen Long sur MUGI